# Allanita
La allanita, también llamada ortita  es un mineral de la clase 9 (silicatos), según la clasificación de Strunz, que recibe su nombre del mineralogista escocés Thomas Allan (1777-1833).
La allanita-(Ce) pertenece al grupo de la epidota, contiene cerio y otros elementos de tierras raras y es mucho más abundante que la Allanita-(Y).
Allanita-(Y) es rica en itrio. Puede ser radiactiva por estos elementos de tierras raras y la posible presencia de torio.
Los cristales suelen ser prismáticos, por lo general alargados, o tabulares, y de un tamaño minúsculo. También hay en forma de granos incrustados en rocas. Es opaco o transparentes, de color desde negro, verde oscuro y negro verdoso, y de brillo resinoso. Es duro y denso y casi carece de exfoliación. Se funde a relativa baja temperatura, 800°, 2,5 en la escala Kobell. Antes de fundirse aumenta considerablemente de tamaño.
La allanita es un mineral accesorio habitual en muchas rocas ígneas o ígneas metamorfizadas y es ligeramente radioactiva. Se asocia con otros minerales con contenido en elementos de tierras raras.
Fue descubierto en 1810 y llamado así por el mineralogista escocés, Thomas Allan (1777–1833). La localidad tipo es isla Aluk, Groenlandia donde fue descubierto por primera vez por Karl Ludwig Giesecke.

## Variedades

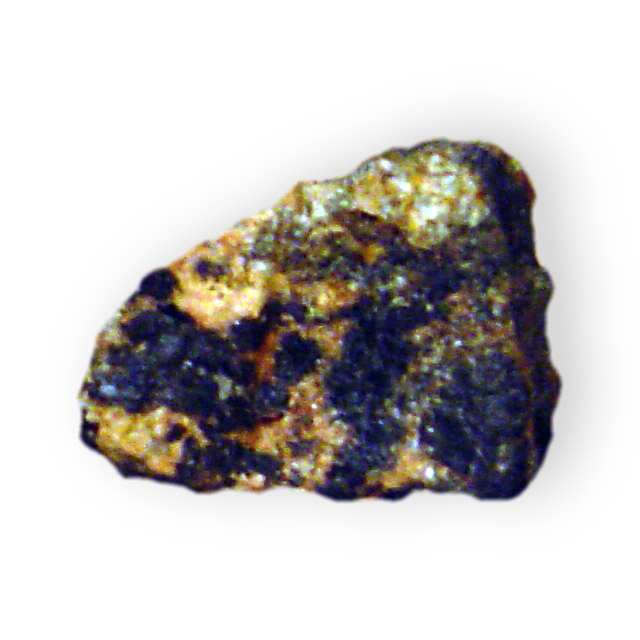
Allanita

Presenta tierras raras en su composición, por lo que puede ser débilmente radiactiva, existiendo tres variedades reconocidas por la IMA como tres minerales distintos, según si posee cerio, lantano o itrio:

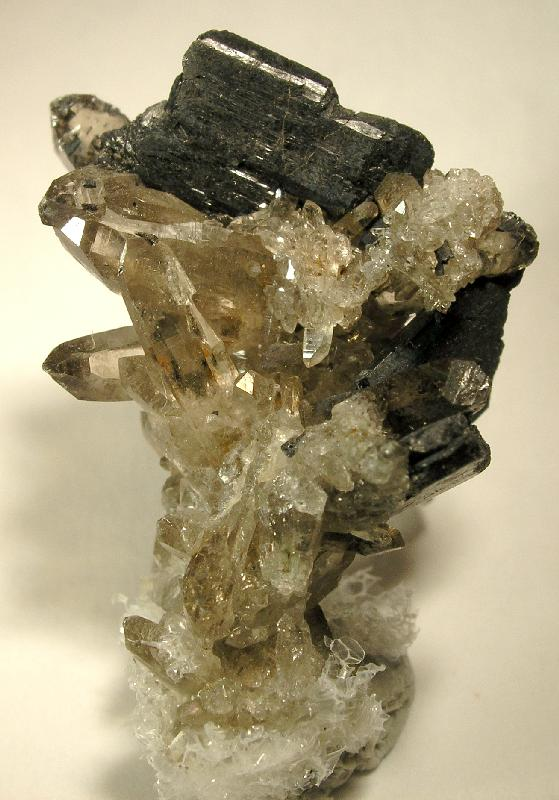
Cristales de allanite sobre cuarzo ahumado de la White Mountain Wilderness, condado de Lincoln, Nuevo México, USA (2.7×1.8×1.7 cm)

- Allanita-(Ce) CaCeFe2+Al2(Si2O7)(SiO4)O(OH)
- Allanita-(La) CaLaAl2Fe2+(Si2O7)(SiO4)O(OH)
- Allanita-(Y) CaYFe2+Al2(Si2O7)(SiO4)O(OH)